# Arrondissement de Hinche
Arrondissement de Hinche (franska: Hinche) är ett arrondissement i Haiti.   Det ligger i departementet Centre, i den centrala delen av landet, 70 km norr om huvudstaden Port-au-Prince. Antalet invånare är 240 939. Arean är 1 393 kvadratkilometer.
Terrängen i Arrondissement de Hinche är kuperad åt nordost, men åt sydväst är den bergig.